# NGC 39
NGC 39 è una galassia a spirale situata nella costellazione di Andromeda. È stata scoperta il 2 novembre 1790 dall'astronomo tedesco naturalizzato britannico William Herschel.
La classe di luminosità di NGC 39 è III e lo spettro presenta una larga riga a 21 cm dell'idrogeno neutro.

## Gruppo di NGC 43
NGC 39 assieme a NGC 43 e CGCG 0011.3+3037 (UGC 130) forma il gruppo di NGC 43.